# بدل لوک
بدل لوک (انگلیسی: Luke's Double) یک فیلم کمدی صامت کوتاه به کارگردانی هال روچ است که در سال ۱۹۱۶ منتشر شد. از بازیگران این فیلم می‌توان به هارولد لوید، اسناب پالرد و ببه دنیلز اشاره کرد.
به نظر می‌رسد که این فیلم یک فیلم گمشده باشد.

## بازیگران
- هارولد لوید
- گیلورد لوید
- اسناب پالرد
- ببه دنیلز
- سمی بروکس
- باد جیمیسون
- چارلز استیونسون